# 單色 (馬匹)
單色（Danzig；1977年 - 2006年）是美國生產及訓練的純種競賽馬匹，為名種馬北地舞人之子，為美國最重要種馬之一而著名。名字出自波蘭海港城市格但斯克（Gdansk）的德文發音。

## 競賽成績
２歲初出沙地1100米即以8 1/2馬位大勝，惜賽後發現骨折，休息近一年再度上陣。３歲在沙地1200米及1400米賽事分別再大勝7 1/2馬位及5 1/2馬位，但不久出現不良於行症狀，
最終翌年退役配種。故競賽生涯較為短暫。

## 配種馬成績
單色充分遺傳了父系的素質及母系的速度。眾多產馬中，子嗣亦以短途為主，其中最著名子嗣為名種馬丹山。至今已有近190匹子嗣勝出錦標賽，數量之多僅次於其子嗣丹山及同父的鞍匠井。

## 外部連結
- 血統表（页面存档备份，存于）